# Sergej Moeromtsev

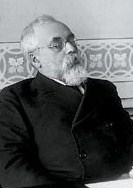
Sergej Moeromtsev

Sergej Andrejevitsj Moeromtsev (Russisch: Сергей Андреевич Муромцев) (Sint-Petersburg, 23 september 1850 - Moskou, 4 oktober 1910) was een Russisch politicus.

## Levensloop
Sergej Moeromtsev stamde uit een adellijke familie uit Toela. Zijn vader was Andrej Petrovitsj Moeromtsev (1818-1879) en Anna Charkov (1822-1901). Hij studeerde rechten en was hoogleraar Romeins recht aan de Staatsuniversiteit van Moskou. Hij was ook werkzaam als journalist. Aan het einde van de negentiende eeuw was hij lid van liberale groepen en tijdens de Eerste Russische Revolutie was hij in oktober 1905 een van de oprichters van de Constitutioneel-Democratische Partij (KD, beter bekend als de "Kadetten"). Als liberaal-democraat streefde Moeromtsev naar de invoering van een parlementair stelsel en naar democratische hervormingen.
Sergej Moeromtsev werd in april 1906, bij de parlementsverkiezingen in Rusland, voor het district Moskou in de Staatsdoema gekozen. Op 10 mei 1906 werd hij tot eerste voorzitter van de Staatsdoema gekozen. Als voorzitter trad hij bedachtzaam op en handelde altijd binnen het constitutionele raamwerk. Desondanks werd hij sterk bekritiseerd door zowel rechtse als linkse politici. Lenin beschreef Moeromtsev in zijn boek De Crisis van het Mensjevisme (1906) als een man die veranderingen wilde zonder revolutie.
Op 21 juli 1906 werd de eerste Staatsdoema bij keizerlijke oekaze van tsaar Nicolaas II ontbonden. Moeromtsev erkende deze beslissing van de tsaar niet en droeg de doemaleden op naar Finland te gaan en daar de vergaderingen van de Staatsdoema voort te zetten. Vanwege deze actie werd hij gearresteerd en veroordeeld tot drie maanden gevangenisstraf. Als gevolg hiervan kon hij niet worden herkozen in de nieuwe Doema's.
Sergej Andrejevitsj Moeromtsev overleed kort na zijn zestigste verjaardag. Op 7 oktober 1910 werd hij begraven in de Donskoj-begraafplaats te Moskou. Tijdens zijn begrafenis vond een van de eerste aanhankelijksheidsbetuigingen aan de democratie in Rusland plaats.

## Familie
Sergej Moeromtsev's nichtje, Vera Moeromtseva, was getrouwd met de bekende Russische schrijver Ivan Boenin.

## Trivia
- Sergej Moeromtsev was een belastingweigeraar.